# Eridania (Marte)
Eridania  è una caratteristica di albedo della superficie di Marte.